# AEW Grand Slam
AEW Grand Slam is een aankomend televisie special van het televisieprogramma Dynamite en Rampage in het professioneel worstelen dat geproduceerd wordt door All Elite Wrestling (AEW). De special wordt opgenomen op 22 september 2021 vanuit het Arthur Ashe Stadium in Queens, New York. Op 24 september 2021 wordt het uitgezonden als speciale afleveringen van AEW Dynamite en AEW Rampage.

## Matches
| Nr. | Match                                                                           | Winnaar(s) | Opmerkingen                                               | Bron |
| --- | ------------------------------------------------------------------------------- | ---------- | --------------------------------------------------------- | ---- |
| 1   | Brian Pillman Jr. vs. MJF                                                       | N.T.B.     | Een-op-een match.                                         |      |
| 2   | Malakai Black vs. Cody Rhodes                                                   | N.T.B.     | Een-op-een match.                                         |      |
| 3   | Sting en Darby Allin vs. FTR (Cash Wheeler & Dax Harwood) (met Tully Blanchard) | N.T.B.     | Tag team match.                                           |      |
| 4   | Dr. Britt Baker, D.M.D. (c) (met Rebel) vs. Ruby Soho                           | N.T.B.     | Een-op-een match voor het AEW Women's World Championship. |      |
| 5   | Kenny Omega (met Don Callis) vs. Bryan Danielson                                | N.T.B.     | Een-op-een match.                                         |      |

| Nr. | Match | Winnaar(s) | Opmerkingen       | Bron |
| --- | --- | ---------- | ----------------- | ---- |
| 1   | Superkliq (Adam Cole & The Young Bucks (Matt & Jackson)) vs. Christian Cage & Jurassic Express (Jungle Boy & Luchasaurus)                                                                                                 | N.T.B.     | 6 tag team match. |      |
| 2   | The Inner Circle (Chris Jericho & Jake Hager) vs. Men of the Year (Scorpio Sky & Ethan Page) (met Dan Lambert) | N.T.B.     | Tag team match.   |      |
| 3   | CM Punk vs. Powerhouse Hobbs (met Taz) | N.T.B.     | Een-op-een match. |      |
| 4   | Suzuki-gun (Minoru Suzuki & Lance Archer) vs. Jon Moxley & Eddie Kingston | N.T.B.     | Lights Out match. |      |
| 5   | Lucha Brothers (Penta El Zero Miedo & Rey Fénix) & Santana and Ortiz (met Alex Abrahantes) vs. Hardy Family Office (Private Party (Isiah Kassidy & Marq Quen) & The Butcher and The Blade) (met Matt Hardy and The Bunny) | N.T.B.     | 8 tag team match. |      |
| 6   | Anna Jay vs. Penelope Ford | N.T.B.     | Een-op-een match. |      |